# Софист
Софѝсти били наричани древногръцки философи, които играят роля на професионални учители по мъдрост и красноречие.
Софѝстите се делят на млади и стари. Основната група на старите е на страната на робовладелската аристокрация, а младите са демократично настроени. Основните причини за появата на софѝстите са:
- необходимост от умението да се говори публично;
- появилата се потребност от по-високо общо философско, научно и политическо образование;
- появата на съдилища, икономически разцвет и ръст на Атинската култура през 5 век пр.н.е.

В сложните условия на културен и политически живот в Древна Атина, човек лесно можел да добие успех, ако умее да говори публично, така че се появяват учители, които да учат младежта на красноречие – това са софистите.
Най-видни софѝсти:
- Протагор
- Продик
- Хипий
- Антифонт
- Критий
- Хиподам
- Горгий
- Тазимах

Софѝстите нямали постоянни места за своята работа. За беседи използвали частните домове на почитани граждани, гимназии, площади, храмове, пазари, собствените си домове. Около софѝстите винаги имало група ученици, започвали сутрин рано до късна вечер. Престоявали за различен период – от няколко дни до 20 години. За обучението заплащали на своите учители. Това са софистите – странстващи от град в град, от държава в държава, включително в страни от Древния Изток. Те участвали и в официални делегации, като посланици, за игри и др.

## Учението на софистите
В собственото си съзнание софистите били професионални учители по мъдрост и красноречие. Различавали се по обхвата на учебните дисциплини. По правило обаче са били енциклопедисти. Преподавали науките на своето време – аритметика, геометрия, музика, астрономия, физика, етика. Основна дисциплина е красноречието. Основава се на трите науки – граматика, реторика и диалектика под името тривиум. Софистите разбират, че красноречието е невъзможно без езикознанието и стилистиката и ги разработват. Цикъла от трите науки известни като тривиум се изучават в продължение на 1500 години. Младежите се учели да мислят, да дискутират, да произнасят речи така, че да оборват противника си, да въздействат върху масите, да се защитават в съда и др.

## Методи на обучение
- Беседа;
- Произнасяне на образцови речи;
- Диспут с участието на учениците;

## Педагогически идеи
Софѝстите съзнавали сложността на задачите си и поставяли педагогическата практика на солидна теоретична основа. Сведенията за педагогическите възгледи на софистите имат случаен и непълен характер. Достигналите до нас сведения не образуват цялостна и стройна педагогическа система. Независимо от това следващите мисли на софѝста Протагор дават някои указания.
- „За учение са нужни и природни заложби и упражнения“.
- „Нито теория без практика и обратно имат значение“.
- „Корените на образованието не се закрепват в душата, ако не достигнат до определена дълбочина“.

## Значение на софѝстите
- Първите учители по професия в Древна Гърция;
- Първи в историята на Атинското просвещение създават форми на висше образование;
- Тяхната просветна дейност способства за развитието на редица науки, свързани с езика, морала, красноречието;
- Софѝстите задоволяват нуждите на знатната атинска младеж, подготвящи се за обществена и държавна дейност;
- Изпълняват и обществени функции. При липса на средства за масова комуникация изпълняват и тази роля;
- Отговарят на нуждите на живота, имат голям успех сред младите хора и според източниците, богатството на Протагор надхвърляло това на известния скулптор Фидий.